# Cynopterus horsfieldii
Cynopterus horsfieldii је врста слепог миша из породице велики љиљци (Pteropodidae).

## Распрострањење
Ареал врсте је ограничен на мањи број држава. 
Врста има станиште у Тајланду, Малезији и Индонезији.

## Станиште
Станиште врсте су шуме. Врста је присутна на подручју острва Суматра, Борнео и Јава у Индонезији.

## Угроженост
Ова врста је наведена као последња брига, јер има широко распрострањење и честа је врста.